# محیط کشت موراشیگ و اسکوگ

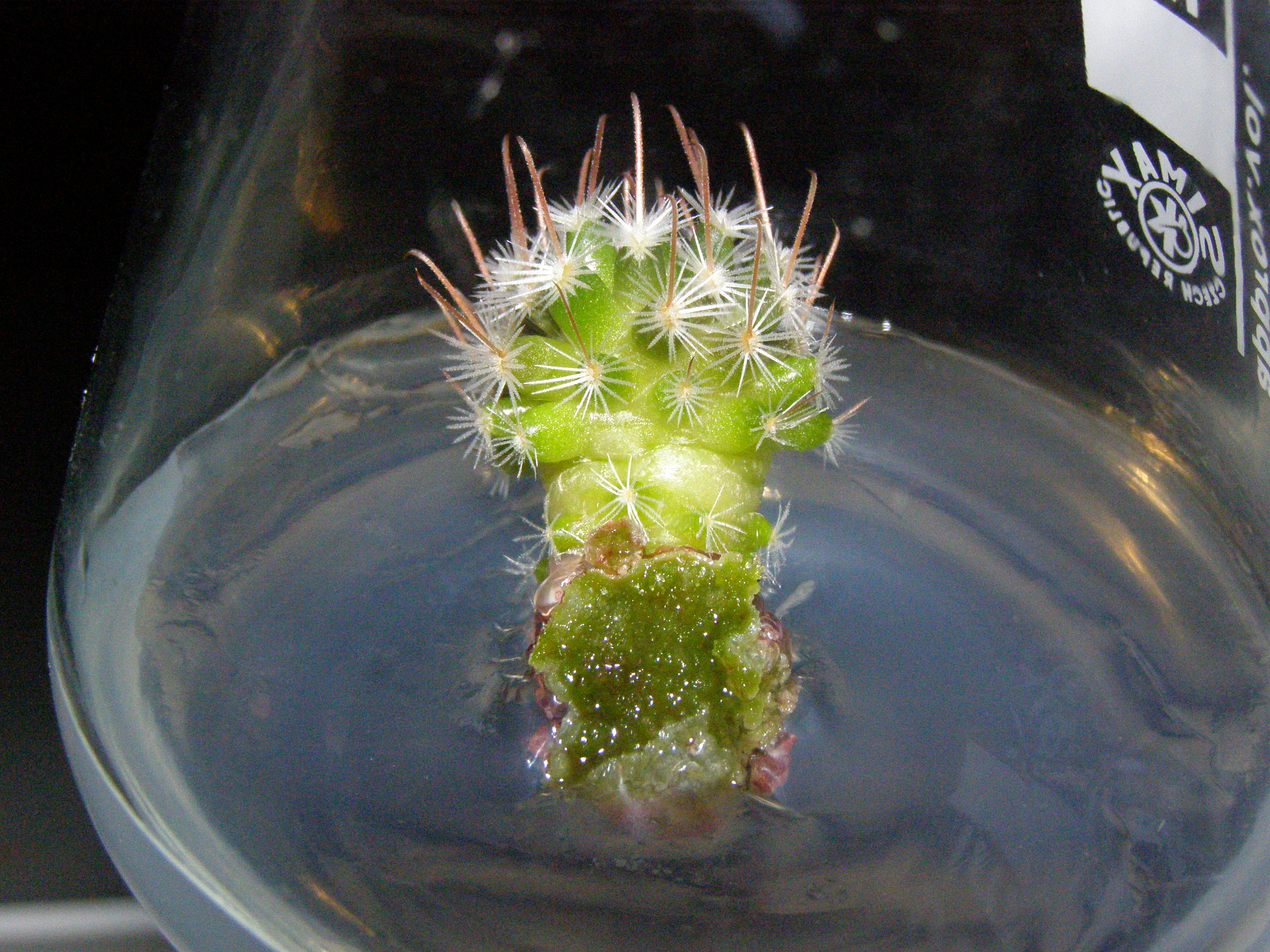
گونه کاکتوس توپی در محیط کشت MS با آگار

محیط موراشیگ و اسکوگ یا محیط کشت MS (به انگلیسی: Murashige and Skoog medium) (یا MSO یا MS0 (MS-صفر)) یک محیط رشد گیاه است که در آزمایشگاه‌ها برای کشت سلول‌های گیاهی استفاده می‌شود. محیط کشت MS توسط گیاه شناسانی به نام توشیو موراشیگ و فوک اسکوگ در سال ۱۹۶۲ در حین جستجوی موراشیگ برای یافتن تنظیم کننده رشد گیاهی جدید اختراع شد. برای نشان دادن غلظت ساکارز محیط از تعدادی عدد پشت حروف MS استفاده می‌شود. به عنوان مثال، MS0 حاوی ساکارز نیست و MS20 حاوی ۲۰ گرم در لیتر ساکارز است. این محیط کشت، بیشترین محیط کشت مورد استفاده در آزمایش‌های کشت بافت گیاهی در آزمایشگاه است.
موراشیگ به عنوان دانشجوی دکترای اسکوگ در ابتدا قصد کشف کردن یک هورمون رشد جدید موجود در عصاره توتون را داشت. چنین مؤلفه ای کشف نشد؛ در عوض، تجزیه و تحلیل عصاره تنباکو و خاکستر آن غلظت‌های بالاتری از مواد معدنی خاص در بافت‌های گیاه را از آنچه قبلاً شناخته شده بود نشان داد. یک سری آزمایش‌ها نشان داد که تغییر میزان این مواد مغذی، رشد را به‌طور قابل ملاحظه ای نسبت به فرمولاسیون‌های موجود افزایش می‌دهد. مشخص شد که نیتروژن به‌طور ویژه رشد توتون را در کشت بافت افزایش می‌دهد.

## اجزا

### نمک‌های اصلی (درشت‌مغذی‌ها)
- آمونیوم نیترات (NH4NO3) ۱۶۵۰ میلی‌گرم در لیتر
- کلسیم کلرید (CaCl 2 · 2H2O) ۴۴۰ میلی‌گرم در لیتر
- منیزیم سولفات (MgSO4 · 7H2O) ۳۷۰ میلی‌گرم در لیتر
- مونوپتاسیم فسفات (KH2PO4) ۱۷۰ میلی‌گرم در لیتر
- پتاسیم نیترات (KNO3) ۱۹۰۰ میلی‌گرم در لیتر

### نمک‌های جزئی (ریز مغذی‌ها)
- بوریک اسید (H3BO3) ۶. ۲ میلی‌گرم در لیتر
- کبالت(II) کلرید (CoCl 2 · 6H2O) ۰٫۰۲۵ میلی‌گرم در لیتر
- آهن(II) سولفات (FeSO4 · 7H2O) ۲۷٫۸ میلی‌گرم در لیتر
- منگنز(II) سولفات (MnSO4 · 4H2O) ۲۲٫۳ میلی‌گرم در لیتر
- پتاسیم یدید (KI) ۰٫۸۳ میلی‌گرم در لیتر
- سدیم مولیبدات (Na2MoO4 · 2H2O) .۲۵ میلی‌گرم در لیتر
- روی سولفات (ZnSO4 · 7H2O) ۸٫۶ میلی‌گرم در لیتر
- اتیلن دی آمین تترا استیک اسید فریک سدیم (NaFe-EDTA) 5 میلی لیتر در لیتر، یک محلول ذخیره ای حاوی ۵٫۵۷ گرم FeSO4.7H2O و ۷٫۴۵ گرم Na2-EDTA در هر لیتر آب را تشکیل می‌دهد.
- مس(II) سولفات (CuSO4 · 5H2O) ۰٫۰۲۵ میلی‌گرم در لیتر

### ویتامین‌ها و ترکیبات آلی
- مایو اینوزیتول ۱۰۰ میلی‌گرم در لیتر
- نیکوتینیک اسید ۰٫۵ میلی‌گرم در لیتر
- پیریدوکسین. هیدروژن کلرید ۰٫۵ میلی‌گرم در لیتر
- تیامین. هیدروژن کلرید ۱٫۰ میلی‌گرم در لیتر
- گلیسین ۲ میلی‌گرم در لیتر
- تریپتون ۱ گرم در لیتر (اختیاری)
- ایندول استیک اسید ۱–۳۰ میلی‌گرم در لیتر (اختیاری)
- کینتین ۱۰/۰۴–۱۰ میلی‌گرم در لیتر (اختیاری)